# Lobelia paludigena
Lobelia paludigena är en klockväxtart som beskrevs av Mats Thulin. Lobelia paludigena ingår i släktet lobelior, och familjen klockväxter.
Artens utbredningsområde är Kongo-Kinshasa. Inga underarter finns listade i Catalogue of Life.